# アンドホイ郡

ファーリヤーブ州内の郡の区画。北側の黄色い区画が、クルガン郡分離以前のアンドホイ郡の範囲。

アンドホイ郡（アンドホイぐん、英語: Andkhoy District は、アフガニスタンのファーリヤーブ州に位置する郡。郡庁所在地はアンドホイで、郡内には81の村がある。住民のほとんどは、農業ないし牧畜業に従事している。
2020年7月時点では、この郡は、タリバンではなく、当時の政府側が実効支配しているものと考えられていた。

## 地理
当地を通るアジアハイウェイ76号線 (AH76) は、当地と州都のマイーマナ、隣接するジョウズジャーン州の州都シェベルガーンなどを結んでいる。しかし、マイーマナからアンドホイへの道は、武装勢力間の争奪の対象となっており、住民にも影響が出ている。この道の状態は、アフガニスタンでも最悪の部類とされている。郡内を貫いてシリン・タガブ川が流れている。

### 位置
この郡は、周囲を5つの郡、すなわちハニ・チャハル・バグ郡、フワジャ・ドゥ・コー郡、ダウラタバード郡、カラムコル郡、クルガン郡に囲まれている。このうちフワジャ・ドゥ・コー郡は、ジョウズジャーン州に属している。
この郡は、かつてはトルクメニスタンと境を接していたが、2005年に国境を接していた西部が分離されてクルガン郡が新設された。

## 経済
住民のほとんどは農業、牧畜業に従事している。おもな産品は、小麦、大麦、トウモロコシ、ジャガイモである。灌漑施設、肥料、殺虫剤などはなく、交易の拠点もない。
また、絨毯類、皮革製品を製造する工場もあり、仕立てや刺繍もおこなわれている。

## 教育、衛生、統治
郡内には11校の学校があるが、いずれも資金不足、技能不足、人員不足、資材不足の状態にある。
郡内には保健センター、薬局、20床の病院があるが、救急車もなく、熟練した医師もいない。
1990年代末には、タリバンが実効支配をしており、戦闘員の徴兵などもおこなわれていたが、2001年以降、アメリカ合衆国などが介入した段階におけるアフガニスタン紛争においては、新たに樹立されたアフガニスタン政府は、当地を強力に掌握しており、ほとんどの人々はその法制度に従っている。しかし、タリバンは実効支配を失った後も影の判事 (a shadow judge) を任命している。アンドホイの役人の間には、腐敗が広まっているとされる。